# N.P.C. Holsøe
Niels Peder Christian Holsøe, N.P.C. Holsøe. född 27 november 1826 i Øster Egesborg, död  1 januari 1895 i Köpenhamn, var en dansk arkitekt. Han var far till Carl Holsøe. 
Holsøe utbildades vid Kunstakademiets Arkitektskole och hos Gustav Friedrich Hetsch. Han deltog i kriget 1849–1850 och företog en utlandsresa 1859. Han byggde Marienlyst badhotell 1860–1861, Ugerløse kyrka 1875–1876 samt en del villor, privathus och posthus i olika städer. Åren 1861–1892 var han anställd vid inrikesministeriets kontroll för statsbanorna och byggde i denna egenskap talrika stationsbyggnader på Jylland och på öarna; hans sista arbeten var Helsingørs stationsbyggnad tillsammans med Heinrich Wenck 1889–1891. I likhet med flera av sina samtida använde han nästan alltid murstensarkitektur i sina byggnader.

## Utmärkelser
- Riddare av Dannebrogorden,  1869[2]
- Dannebrogsmännens hederstecken,  1892[2]

[Redigera Wikidata]